# 巴托格托赫·乔依吉勒苏伦
巴托格托赫·乔依吉勒苏伦（1970年—），蒙古国乌布苏省人，蒙古国政治人物。

## 生平
乔依吉勒苏伦生于乌布苏省铁斯苏木（Тэс сум）。早年获俄罗斯叶卡捷琳堡乌拉尔工学院自动遥控机械师资格（Автоматикч телемеханикч мэргэжилтэй）。1993年至1995年，任俄罗斯叶卡捷琳堡“СП-Каман”公司董事。1995年至1999年，任“Хурд Ч”ХЭАА-н的董事。1999年至2006年，任“Хурд Хүнс”有限责任公司董事。2006年至2008年，任蒙古国总统办公室副主任。2008年当选国家大呼拉尔委员，2012年连任。
乔依吉勒苏伦是蒙古人民党党员。2016年7月，乔依吉勒苏伦被国家大呼拉尔任命为额尔登巴特内阁的财政部部长。上任伊始，乔依吉勒苏伦便对外公布了蒙古国宏观经济、金融、外债、外国投资等方面情况，指出蒙古国正面临严重的经济困难。2016年8月15日，乔依吉勒苏伦表示，蒙古国新政府将采取一系列措施应对经济困难局面，近期将向国家大呼拉尔提交经济救助计划。